# KW-stelling

Schets van de Belgische vestingwerken aan de vooravond van de Tweede Wereldoorlog.

De KW-stelling of KW-linie was een Belgische antitankversperring tussen Koningshooikt en Waver (vandaar de KW in de naam) bedoeld als verdediging tegen een invasie in centraal België, tijdens het begin van de Tweede Wereldoorlog. Haar primair doel was om België te beschermen tegen een inval van het Duitse leger.

## Neutraliteit van België voor de Tweede Wereldoorlog
Op 7 september 1920 ondertekenden België en Frankrijk te Parijs een "Frans-Belgisch defensief militair akkoord". Toen men de Frans-Belgische bezettingstroepen uit het Rijnland terugtrok ging het Belgische ministerie van Buitenlandse zaken vanaf maart 1931 de verplichtingen van het defensieve militaire akkoord afzwakken. De economische crisis en de politieke onzekerheid in Europa breidde zich in de latere jaren verder uit en vooral Vlamingen bekeken dit akkoord steeds kritischer omdat men vreesde dat de Fransen België ongewild in een preventieve oorlog tegen Duitsland zouden meesleuren.
Op 20 juli 1936 kondigde Paul-Henri Spaak, minister van Buitenlandse Zaken vanaf dan een "uitsluitend en fundamenteel Belgische" buitenlandse politiek aan. Deze nieuwe diplomatieke koers kreeg de steun van eerste minister Paul van Zeeland en koning Leopold III zorgde ervoor de steun van een parlement met Vlaamse meerderheid te krijgen voor hogere defensie-uitgaven. Deze "onafhankelijkheidspolitiek" van een regering van nationale eenheid onder leiding van Van Zeeland kreeg een zeer grote meerderheid in het parlement.
Op 24 april 1937 stuurden Frankrijk en Groot-Brittannië een diplomatieke nota aan Paul-Henri Spaak. Daarin onthieven ze België van zijn verplichtingen maar hun belofte tot bijstand hernieuwden ze, "voor het geval dat"... Op die manier probeerden ze het beste te maken van de situatie. De Duitsers van hun kant, via minister Konstantin von Neurath, stuurden op 13 oktober 1937 een nota aan de Belgische ambassadeur in Berlijn waarin ze het grondgebied van België garandeerden. De voorwaarde was wel dat de Belgische regering geen nadelige maatregelen voor Duitsland zou treffen in geval van conflict met een derde mogendheid. In de context van die periode en de aard van het naziregime kon men voorspellen wat deze garantie waard was.
België realiseerde zich de toegenomen oorlogsdreiging en tussen 1934 en 1939 steeg de defensie-uitgave van 14,4% naar 24% van het totaal van de begroting.

## Bouw van de stelling
De KW-stelling werd gebouwd tussen september 1939 en mei 1940 in opdracht van het Belgisch ministerie van Defensie, in hoofdzaak langs de rivier Dijle. De KW-stelling bestond uit een aaneenschakeling van gevechtsbunkers, communicatiebunkers, anti-tankgrachten en stalen bouwwerken (waaronder Cointet-elementen, spoorwegstaven en tetraëders). Bij de geallieerden staat de KW-stelling bekend als de Dijle-linie, bij de Duitsers als IJzeren Muur.
De KW-stelling hoorde samen met de Fortengordel rond Luik en de Stelling van Antwerpen tot de kern van de Belgische verdediging tot 1940. Ze had verscheidene aftakkingen, waaronder de aftakkingen Bruggenhoofd Mechelen en Ninove-Waver, die werd gebouwd om Brussel te beschermen tegen aanvallen vanuit het zuidwesten.

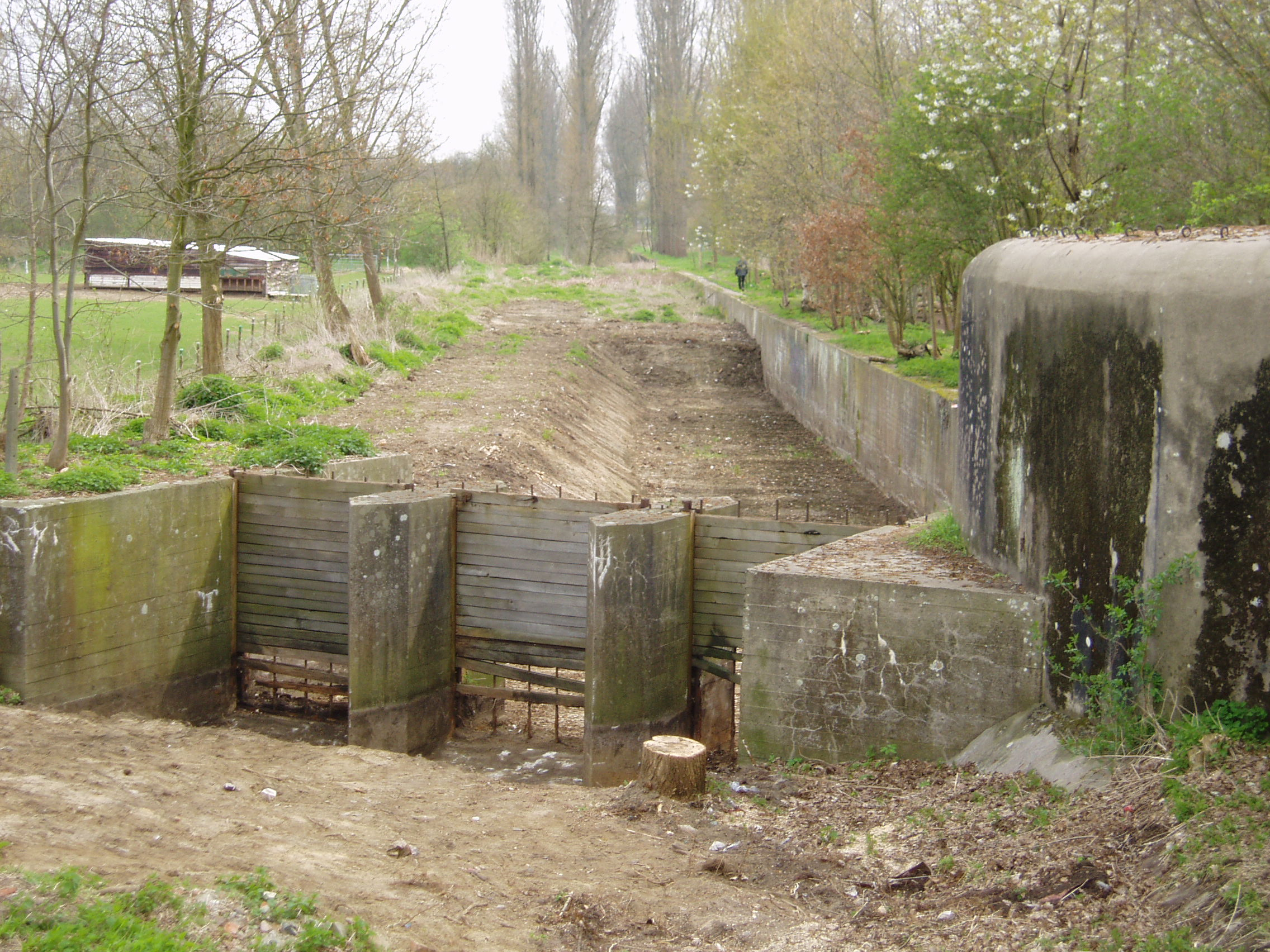
Bunker H4 en het sluizencomplex dat werd gebruikt om de antitankgracht te Haacht, onderdeel van de KW-stelling, onder water te zetten.
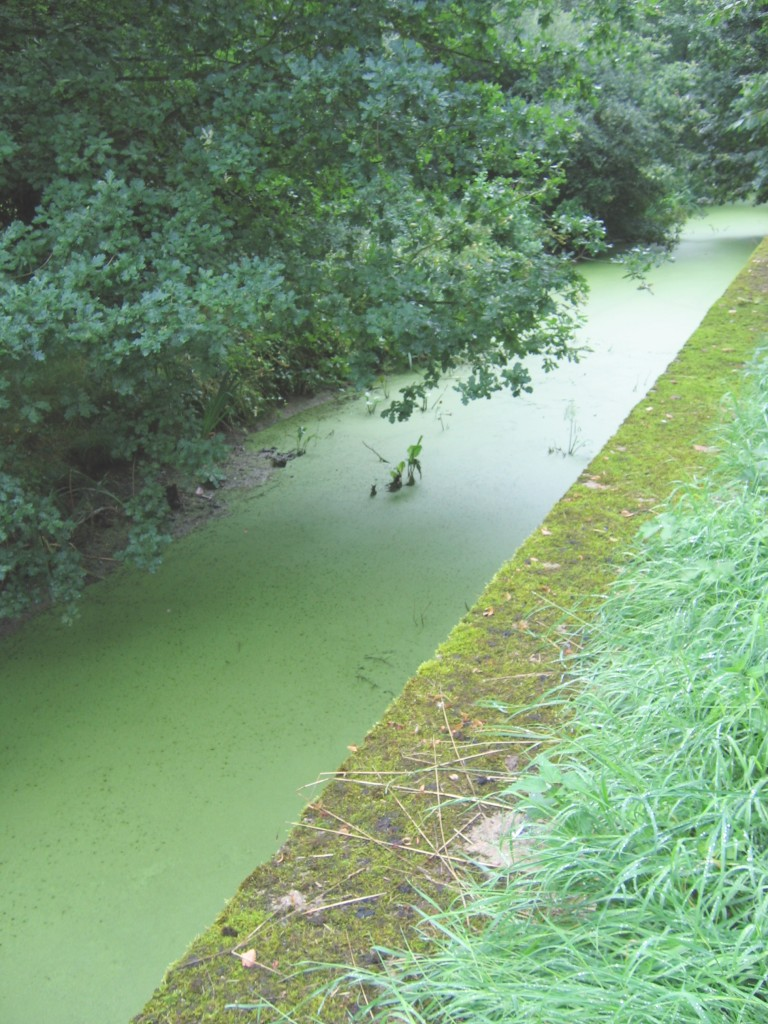
De antitankgracht te Haacht, onderdeel van de KW-stelling.
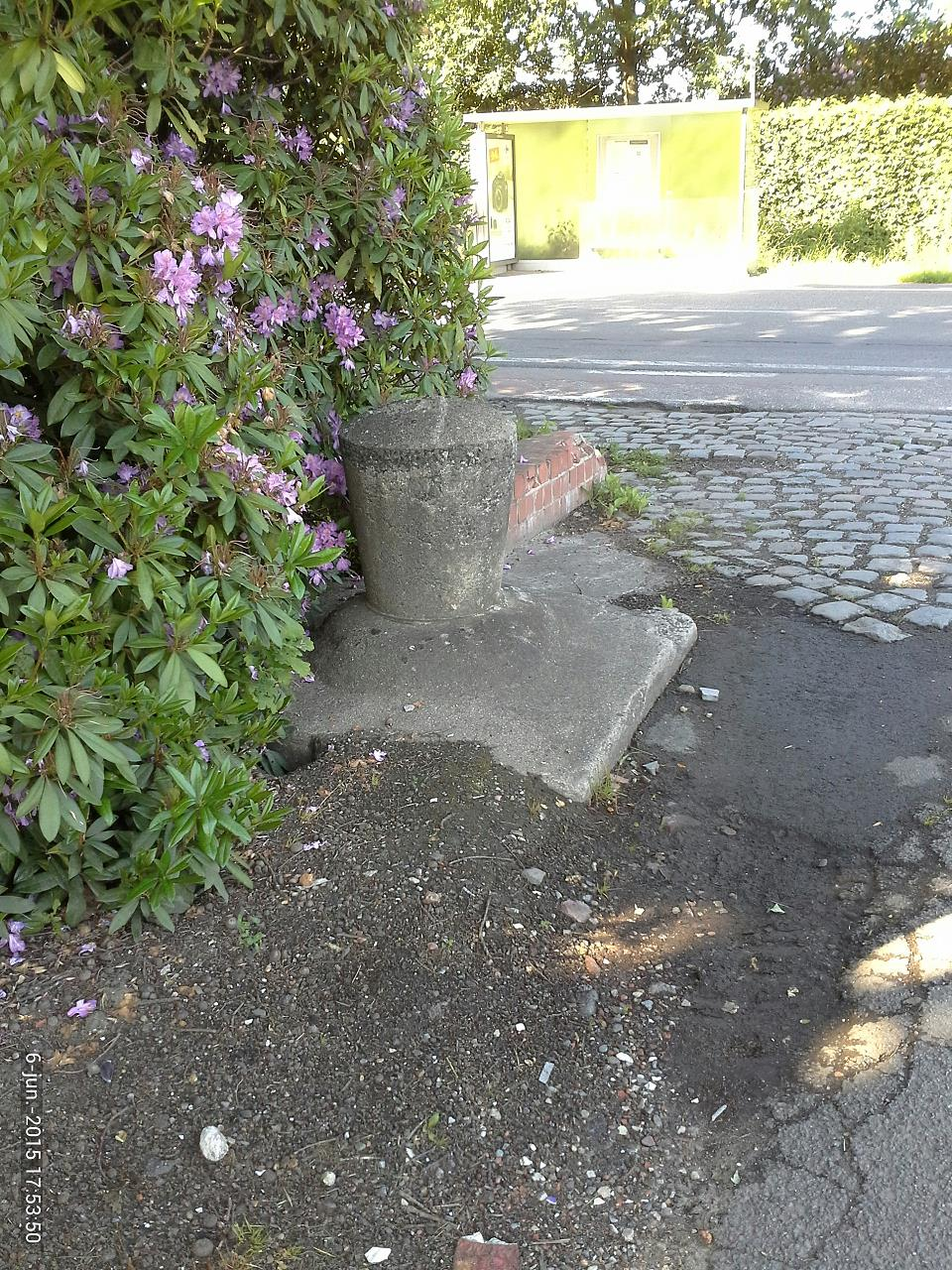
Een betonnen ankerpaal voor het verankeren van Cointet-elementen van de KW-stelling te Koningshooikt.

## Belgische verdedigingsstrategie in 1940
De KW-stelling was een zeer belangrijk onderdeel van het Belgische verdedigingssysteem tegen een dreigende Duitse invasie in 1940 daar dit de zogenaamde Weerstandsstelling was naar waar de Franse en Britse legers vanuit Noord-Frankrijk zouden bewegen indien België werd aangevallen. Op 10 mei 1940 bestond het Belgische strategisch verdedigingsplan tegen een Duitse invasie uit vijf hoofdstellingen.

### Alarmstelling
Deze linie had als hoofddoel om elke grensoverschrijdingen te detecteren en onmiddellijk te melden. De Alarmstelling liep langs de grens met Nederland (Nederlands Limburg) en langs de grens met Duitsland. Deze stelling werd bemand door territoriale brigades van de Rijkswacht en gedetacheerde manschappen van de Vooruitgeschoven Stelling. Na het verlaten van strategische punten (zoals bruggen) moesten de manschappen zich terugtrekken.

### Vooruitgeschoven stelling

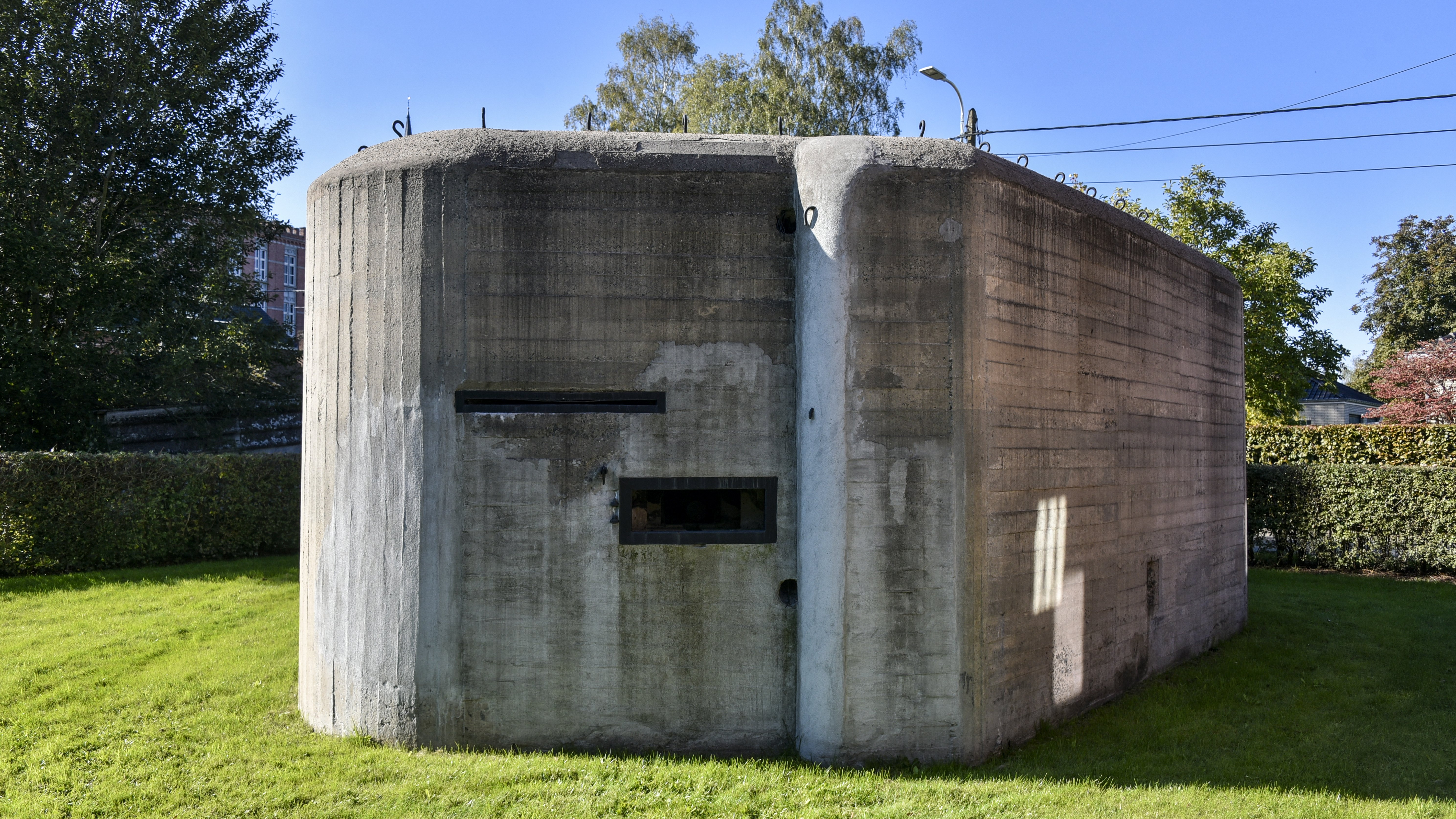
Onze-Lieve-Vrouw-Waver Bunker L 15

Deze stelling had als hoofdtaak om de sterkte van de Duitse troepen te testen en weerstand bieden zodat men tijd kon winnen voor het bemannen van de Dekkingsstelling. Verder zouden ze hoofdwegen versperren en onbruikbaar maken. De Vooruitgeschoven stelling liep langs de grens van Antwerpen tot Aarlen, via Maaseik. In de Kempen liep ze achter het Kanaal Dessel-Turnhout-Schoten, het Kempisch kanaal en het Belgische deel van de Zuid-Willemsvaart. Deze stelling werd bemand door de Ardense Jagers en de Grenswielrijders.

### Dekkingsstelling
Deze stelling werd bemand door 14 divisies, meer dan de helft van het Belgisch leger. De Dekkingsstelling liep langs het Albertkanaal, de Maas tot Namen. Langs het Albertkanaal stond om de 600 meter een bunker met twee mitrailleurs (ter hoogte van de waterspiegel). Alle bruggen werden ondermijnd met springladingen, velden werden onder water gezet en tankversperringen opgebouwd.

### Weerstandstelling
De KW-stelling begon bij het Fort van Koningshooikt van de Stelling van Antwerpen over Lier, Leuven, Waver, Gembloers tot Rhisnes, waar ze aansloot op het versterkte fort van Namen. De Weerstandsstelling was de linie naar waar de Franse en Britse legers zouden bewegen indien België werd aangevallen door Duitsland.

### Binnenlandse stellingen
Deze stellingen omvatte onder andere de linie Waver-Ninove, een onafgebroken tankhindernis met bunkers, het Nationaal Bolnetwerk langs het kanaal Gent-Terneuzen (dat nog niet was afgewerkt), de kustverdediging en geplande vernielingen langs de Franse grens (Semois, Samber, kanalen van Henegouwen).

### Inventarisatie en ontsluiting
In 2009 startte Regionaal Landschap Dijleland en de werkgroep K.W.-Stelling samen met een aantal andere partners een project op dat tot doel heeft alle resten van de KW-stelling in kaart te brengen. Binnen dit project is ontsluiting ook belangrijk. Het resultaat hiervan is een website (kwlinie.be) met achtergrondinformatie, een databank die voor iedereen raadpleegbaar is en een fietsroute van 30 km in de buurt van Wespelaar, Tildonk, Veltem en Buken.

## Effect bij de Duitse inval van mei 1940
De KW-stelling bleek uiteindelijk nutteloos omdat de Duitse troepen via de Ardennen en verder in Frankrijk konden doorstoten en zo achter de linie terechtkwamen. In de praktijk bleek vestingbouw met het handhaven van één ononderbroken verdedigingslinie door de tijd te zijn ingehaald. Dit gold ook voor deze linie. Moderne oorlogsvoering met vliegtuigen en andere snel verplaatsbare voertuigen maakten de statische vestingwerken niet meer doorslaggevend in de oorlogsvoering. De bewegingsoorlog in tegenstelling tot een stellingenoorlog zoals in de Eerste Wereldoorlog, gaat immers uit van het doorbreken van de linies, gevolgd door een opmars waarbij de statische kazematten snel afgesneden worden. De tankdivisies van Guderian gaven geen directe steun aan de algemene infanterie maar waren via goede communicatielijnen verbonden afzonderlijke entiteiten, met eigen infanterie, genie en bevoorradingscolonnes die voor hun artillerie duikbommenwerpers (Stuka's) aanwendden.